# Nicolea claparedi
Nicolea claparedi är en ringmaskart som först beskrevs av Grube 1878.  Nicolea claparedi ingår i släktet Nicolea och familjen Terebellidae. Inga underarter finns listade i Catalogue of Life.